# Mīrzā Ḩasan Kandī
Mīrzā Ḩasan Kandī (persiska: ميرزا حسن كندی) är en ort i Iran.   Den ligger i provinsen Ardabil, i den nordvästra delen av landet, 500 km nordväst om huvudstaden Teheran. Mīrzā Ḩasan Kandī ligger 1 375 meter över havet och antalet invånare är 202.
Terrängen runt Mīrzā Ḩasan Kandī är kuperad. Runt Mīrzā Ḩasan Kandī är det ganska tätbefolkat, med 56 invånare per kvadratkilometer. Närmaste större samhälle är Māzāfā, 12,8 km söder om Mīrzā Ḩasan Kandī. Trakten runt Mīrzā Ḩasan Kandī består i huvudsak av gräsmarker.